# Eric Braeden
Eric Braeden, nato Hans-Jörg Gudegast (Bredenbek, 3 aprile 1941), è un attore tedesco naturalizzato statunitense.
Noto principalmente per il ruolo di Victor Newman nella soap opera Febbre d'amore.

## Biografia e carriera
È famoso in tutto il mondo per il ruolo di Victor Newman nella longeva soap opera Febbre d'amore, che interpreta dal 1980. Grazie a questo ruolo ha vinto un Emmy Award quale miglior attore protagonista in una serie drammatica (1998) e vanta altre 9 candidature a questo prestigioso riconoscimento.
Ha interpretato film di vario genere facendosi apprezzare in Fuga dal pianeta delle scimmie (1971), nella parte del dottor Otto Hasslein, Herbie al rally di Montecarlo (1977), nel ruolo di Bruno Von Stickle, e nel film vincitore di 11 premi Oscar Titanic (1997), nella parte del milionario americano John Jacob Astor IV, l'uomo più ricco presente sul famoso transatlantico. Tra gli altri film da lui interpretati ricordiamo I morituri (1965) con Marlon Brando e I diamanti dell'ispettore Klute (1973) con Donald Sutherland e Robert Duvall.
In TV, oltre a Febbre d'amore, ha interpretato ruoli in numerosi telefilm di vario genere, tra cui Hawaii squadra cinque zero (1969-1973), Kojak (1977), Charlie's Angels (1981), La signora in giallo (1986), Beautiful (1999), Hope & Faith (2004) e How I Met Your Mother (2008).

## Riconoscimenti e premi
Per i suoi contributi televisivi gli è stata attribuita nel 2007 una stella sull'Hollywood Walk of Fame.

## Filmografia

### Cinema
- Operazione Eichmann (Operation Eichmann), regia di R.G. Springsteen (1961)
- I morituri (Morituri), regia di Bernhard Wicki (1965)
- I diavoli di Dayton (Dayton's Devils), regia di Jack Shea (1968)
- El Verdugo (100 Rifles), regia di Tom Gries (1969)
- Colossus: The Forbin Project, regia di Joseph Sargent (1969)
- Fuga dal pianeta delle scimmie (Escape from the Planet of the Apes), regia di Don Taylor (1971)
- I diamanti dell'ispettore Klute (Lady Ice), regia di Tom Gries (1973)
- Orgasmo bianco (The Ultimate Thrill), regia di Robert Butler (1974)
- Herbie al rally di Montecarlo (Herby Goes to Montecarlo), regia di Vincent McEveety (1977)
- Pirana, regia di Joe Dante (1978)
- L'ambulanza (The Ambulance), regia di Larry Cohen (1990)
- Titanic, regia di James Cameron (1997)
- Superfusi di testa (Meet the Deedles), regia di Steve Boyum (1998)
- The Man Who Came Back, regia di Glen Pitre (2008)
- Nella tana dei lupi (Den of Thieves), regia di Christian Gudegast (2018)

### Televisione
- The Gallant Men – serie TV, episodio 1x07 (1962)
- Indirizzo permanente (77 Sunset Strip) – serie TV, 1 episodio (1963)
- La legge del Far West (Temple Houston) – serie TV, 1 episodio (1963)
- Combat! – serie TV, 6 episodi (1962-1963)
- Polvere di stelle (Bob Hope Presents the Chrysler Theatre) – serie TV, 2 episodi (1963-1965)
- The Crisis – serie TV, 1 episodio (1965)
- Organizzazione U.N.C.L.E. (The Man from U.N.C.L.E.) – serie TV, 1 episodio (1965)
- The Wackiest Ship in the Army – serie TV, episodio 1x09 (1965)
- Codice Gerico (Jericho) – serie TV, episodi 1x03-1x15 (1966-1967)
- Il virginiano (The Virginian) – serie TV, episodio 4x28 (1966)
- Missione impossibile (Mission: Impossible) – serie TV, 2 episodi (1966-1967)
- I giorni di Bryan (Run for Your Life) – serie TV, 3 episodi (1965-1968)
- Garrison Commando – serie TV, 1 episodio (1968)
- Pattuglia del deserto (The Rat Patrol) – serie TV, 58 episodi (1966-1968)
- La maschera di Sheba (The Mask of Sheba), regia di David Lowell Rich – film TV (1970)
- Giovani ribelli (The Young Rebels) – serie TV, 1 episodio (1970)
- Mannix – serie TV, 1 episodio (1971)
- Lo sceriffo del sud (Cade's County) – serie TV, 1 episodio (1972)
- Hawaii squadra cinque zero (Hawaii Five-0) – serie TV, 3 episodi (1969-1973)
- Difesa a oltranza (Owen Marshall, Counselor at Law) – serie TV, 1 episodio (1973)
- Death Race, regia di David Lowell Rich – film TV (1973)
- Il mago (The Magician) – serie TV, 1 episodio (1973)
- Gunsmoke – serie TV, 5 episodi (1971-1974)
- F.B.I. (The F.B.I.) – serie TV, 2 episodi (1970-1974)
- Marcus Welby (Marcus Welby, M.D.) – serie TV, 2 episodi (1972-1974)
- A tutte le auto della polizia (The Rookies) – serie TV, 1 episodio (1974)
- Barnaby Jones – serie TV, 2 episodi (1973-1975)
- Un grido di morte (Death Scream), regia di Richard T. Heffron – film TV (1975)
- Matt Helm – serie TV, 1 episodio (1975)
- Cannon – serie TV, 1 episodio (1976)
- Mary Tyler Moore Show – serie TV, 1 episodio (1977)
- Kojak – serie TV, episodio 4x17 (1977)
- Switch – serie TV, 2 episodi (1977)
- L'uomo da sei milioni di dollari (The Six Million Dollar Man) – serie TV, 1 episodio (1978)
- Project UFO – serie TV, 1 episodio (1978)
- Alla conquista del West (How the West Was Won) – serie TV, 3 episodi (1978)
- Wonder Woman – serie TV, 2 episodi (1975-1978)
- Jack e la principessa (Happily Ever After), regia di Robert Scheerer – film TV (1978)
- Un uomo chiamato Sloane (A Man Called Sloane) – serie TV, 1 episodio (1979)
- Forza aliena (The Aliens Are Coming), regia di Harvev Hart – film TV (1980)
- Febbre d'amore (The Young and the Restless) – soap opera, 4194 puntate (1980-in corso)
- Charlie's Angels – serie TV, episodio 5x14 (1981)
- Supercopter – serie TV, 1 episodio (1986)
- La signora in giallo (Murder, She Wrote) – serie TV, episodio 3x04 (1986)
- Lucky/Chances – miniserie TV, 3 episodi (1990)
- Perry Mason: Poker di streghe (A Perry Mason Mystery: The Case of the Wicked Wives), regia di Christian I. Nyby II – film TV (1993)
- La tata (The Nanny) – serie TV, 1 episodio (1994)
- Un detective in corsia (Diagnosis Murder) – serie TV, 1 episodio (1995)
- Beautiful (The Bold and the Beautiful) – serie TV, 4 episodi (1999)
- Hope & Faith – serie TV, 2 episodi (2004)
- How I Met Your Mother – serie TV, 1 episodio (2008)

## Doppiatori italiani
- Michele Gammino in Fuga dal pianeta delle scimmie, Herbie al rally di Montecarlo
- Gianfranco Bellini in El Verdugo
- Pino Locchi in Febbre d'amore (1° voce)
- Sandro Iovino in Febbre d'amore (2° voce)
- Sergio Troiano in Febbre d'amore (3° voce) e Beautiful